# أرتاتاما الأول
كان أرتاتاما الأول (بالإنجليزية: Artatama I)‏ ملكًا لمملكة ميتاني الحورية في بلاد الرافدين أواخر القرن الخامس عشر قبل الميلاد. وتزامن عهده مع عهدي الفرعونين المصريين أمنحتب الثاني وتحتمس الرابع.
لا يُعرف سوى القليل عن هذا الملك الذي لم يترك أي نقوش. يشار إلى أرتاتاما الأول في رسائل تل العمارنة على أنه السلف الذي أسس تحالفا مع فرعون مصر تحتمس الرابع. وفقًا للتفسير الحديث للمصادر النادرة المتاحة، وصل أرتاتاما الأول إلى السلطة عندما ضعفت مملكة ميتاني بشدة بسبب الغزو الحيثي. في مواجهة مخاطر خوض حرب على جبهتين الحيثيين في الشمال ومصر في الجنوب، اقترب أرتاتاما الأول من الفرعون المصري أمنحتب الثاني بعرض للتقسيم السلمي للأراضي المتنازع عليها في سوريا. يمكن أن يتطور الحل السلمي لصراع قديم إلى تحالف سياسي وعسكري، لكن المصريين اشتبهوا في وجود مؤامرة ولم يقدموا إجابة واضحة لسنوات. في وقت ما من عهد الفرعون المصري تحتمس الرابع، اقترح المصريون الزواج بين تحتمس الرابع وابنة أرتاتاما الأول، ولكن لأسباب غير معروفة رفض أرتاتاما الأول طلب الزواج. كان على المصريين تقديم 7 طلبات زواج متتالية قبل موافقة أرتاتاما الأول في النهاية. وهكذا، قد يكون أرتاتاما الأول والد الملكة موت إم ويا وجد أم الفرعون المصري أمنحتب الثالث. خلف أرتاتاما ابنه الملك شوتارنا الثاني على عرش ميتاني.